# هانامی

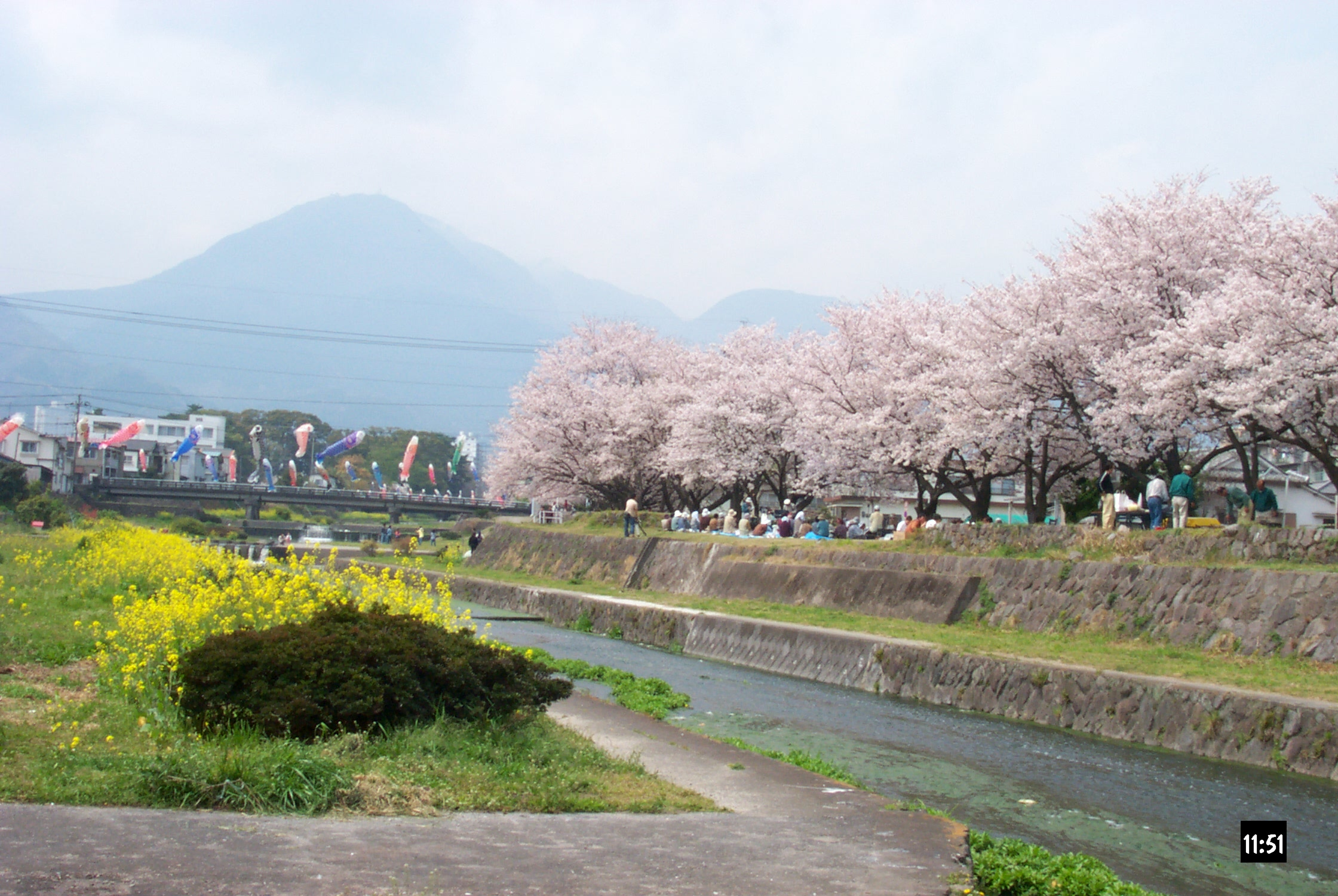
هانامی.

هانامی (به ژاپنی: 花見  Hanami) یا جشن شکوفه‌های گیلاس یکی از مراسم رایج در کشور ژاپن است. هانامی در زبان ژاپنی به معنی دیدن گل‌هاست. هانامی در هنگام شکوفایی شکوفه‌های ساکورا و به صورت جمع شدن دوستان و فامیل به دور هم و گستردن سفره در زیر درختان ساکورا برگزار می‌شود.

## تاریخچه هانامی
هانامی اولین بار در دوره نارا بین سال‌های ۷۱۰ تا ۷۹۴ میلادی در بین اشراف مرسوم شده‌است. در ابتدا دیدن شکوفه‌های آلو مرسوم بوده اما در دوره هِی‌آن (سال‌های ۷۹۴ تا ۱۱۸۵ میلادی) شکوفه‌های گیلاس جایگزین شکوفه‌های آلو شده‌است. از دوره ادو هانامی در بین عموم مردم رایج شد و امپراتور توکوگاوا یوشیمونه هشتمین امپراتوردوره ادو جهت تشویق مردم و ترویج بیشتر هانامی دستور کاشت گستردهٔ درختان گیلاس را در سراسر کشور صادر کرد.

## پارک‌های برگزیدهٔ توکیو جهت هانامی
پنج پارک در توکیو در فهرست صد پارک برگزیده ژاپن جهت هانامی قرار دارند.

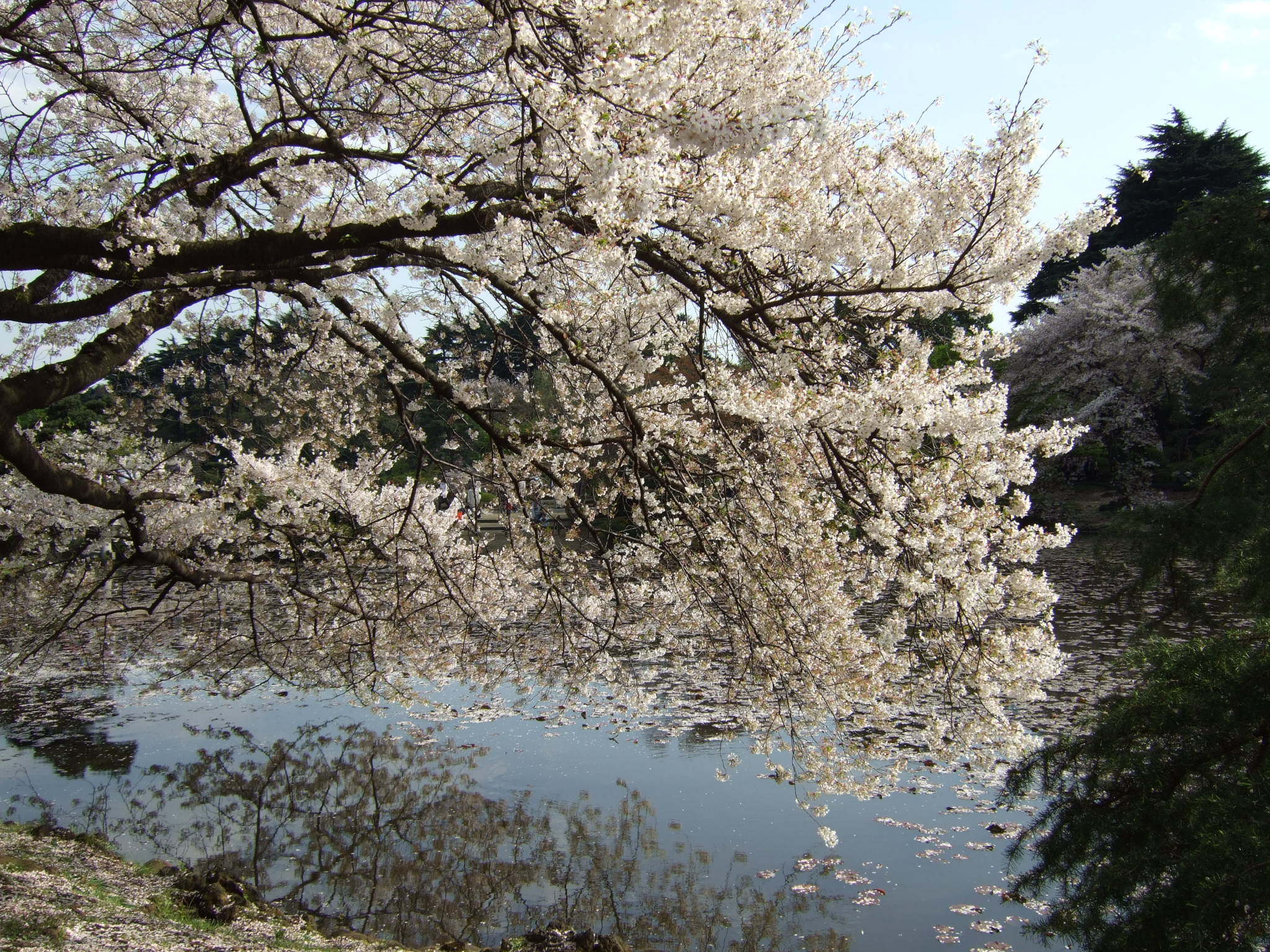
پارک شینجوکو گیوئن
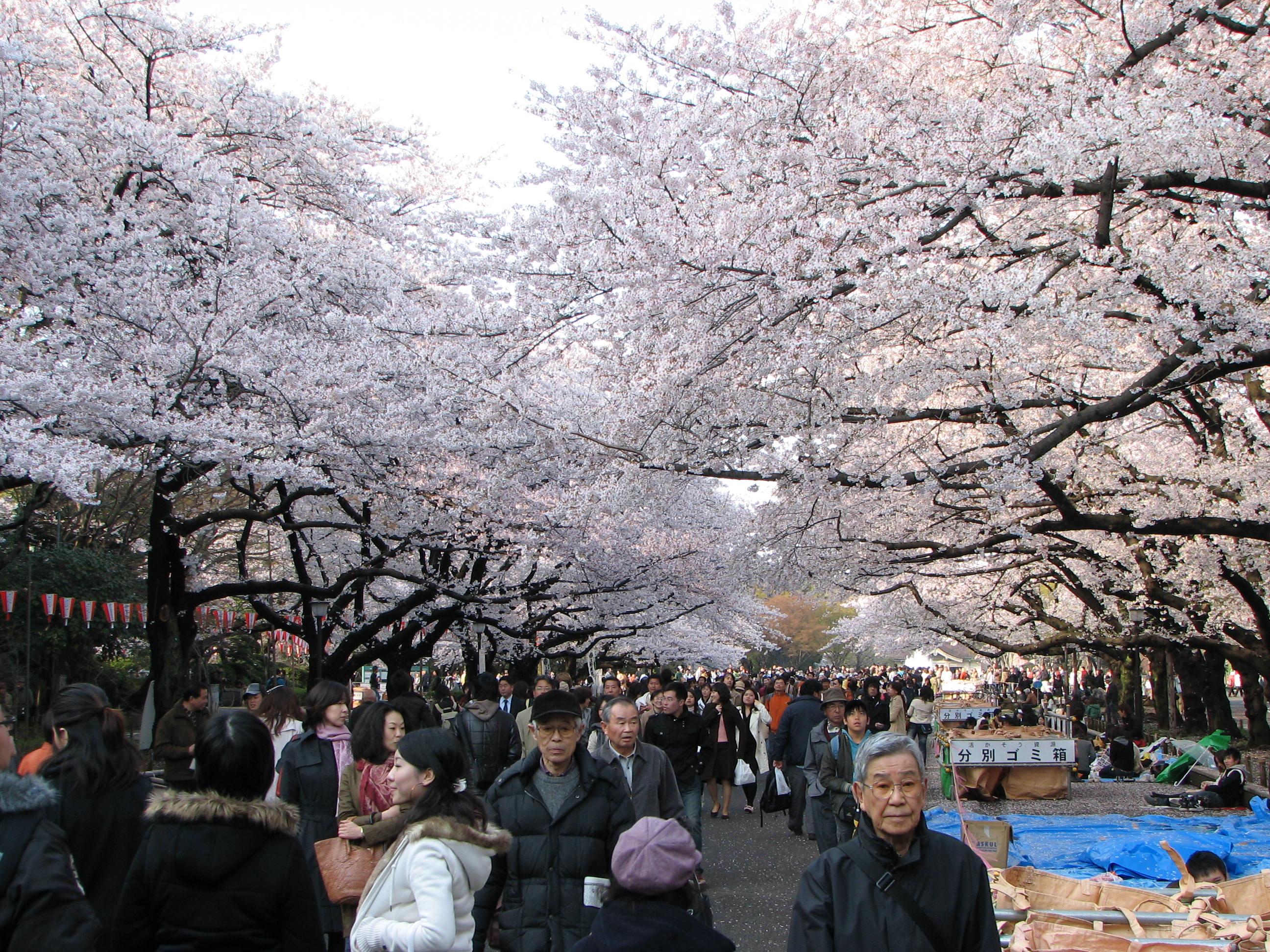
پارک اوئنو
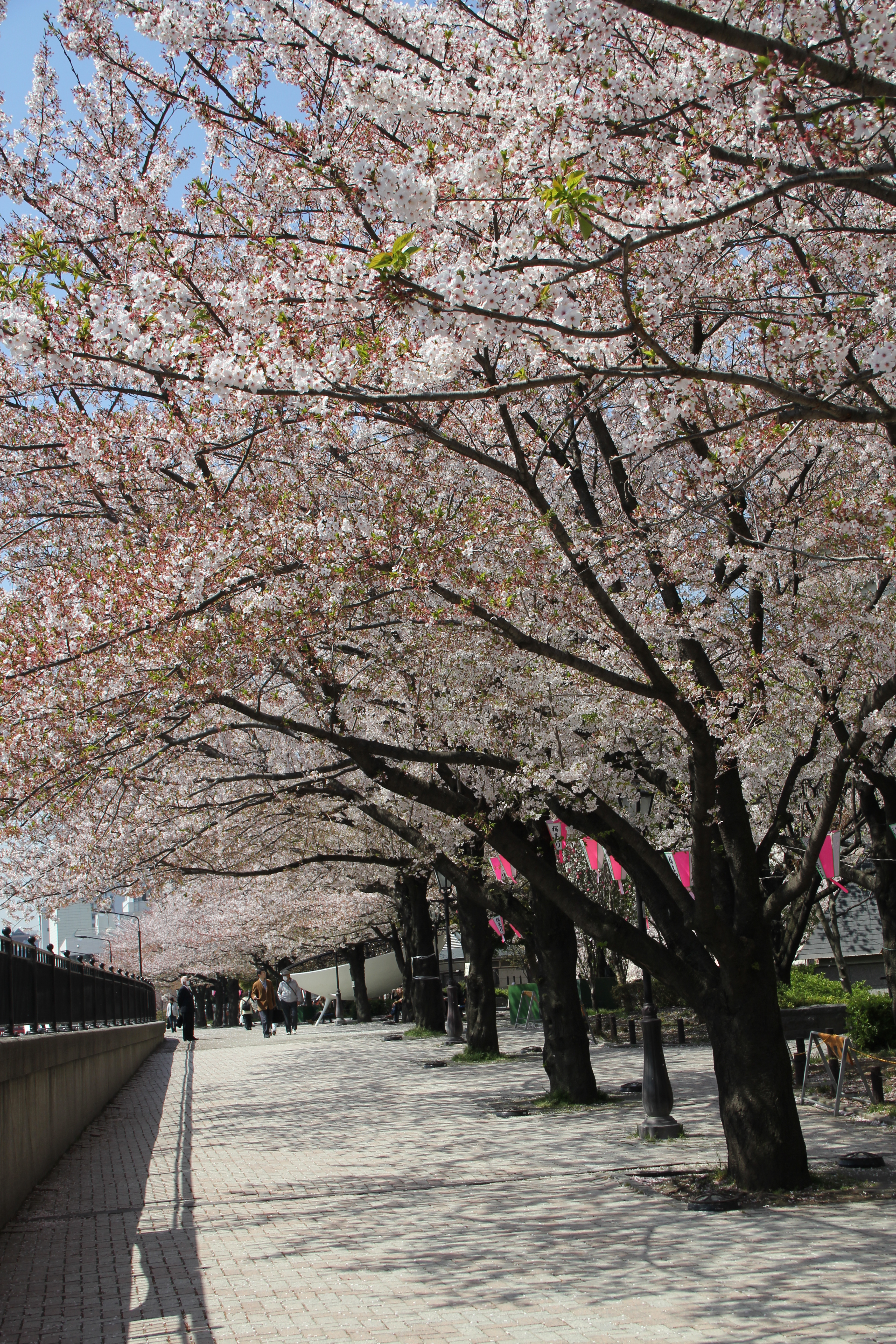
پارک سومیدا
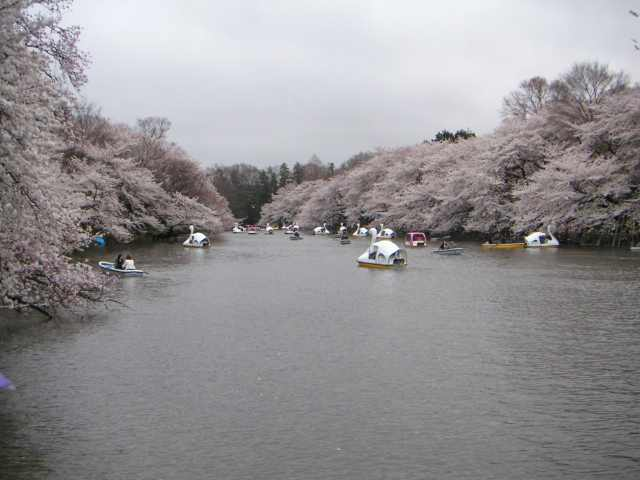
پارک اینوکاشیرا
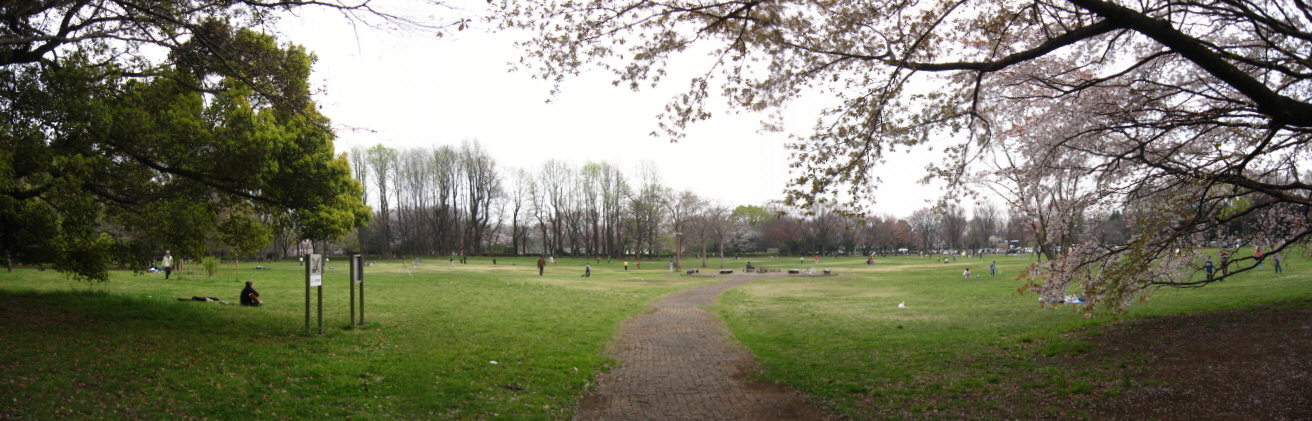
پارک کوگانه‌ای

- پارک شینجوکو گیوئن
- پارک اوئنو
- پارک سومیدا
- پارک اینوکاشیرا
- پارک کوگانه‌ای